# Contea di Nanhe
La contea di Nanhe (南和县S, Nánhé XiànP) è una contea della Cina, situata nella provincia di Hebei e amministrata dalla prefettura di Xingtai.